# ریسا استیونز
ریسا استیونز (انگلیسی: Risë Stevens؛ ۱۱ ژوئن ۱۹۱۳ – ۲۰ مارس ۲۰۱۳) یک هنرپیشه و خواننده برجستهٔ متزو سوپرانو اپرا اهل ایالات متحده آمریکا بود.
از فیلم‌ها یا برنامه‌های تلویزیونی که وی در آن نقش داشته است می‌توان به به راه خود می‌روم اشاره کرد.